# العلاقات الشمال مقدونية اللوكسمبورغية
العلاقات الشمال مقدونية اللوكسمبورغية هي العلاقات الثنائية التي تجمع بين شمال مقدونيا ولوكسمبورغ.

## مقارنة بين البلدين
هذه مقارنة عامة ومرجعية للدولتين:
| وجه المقارنة                                              | شمال مقدونيا                                               | لوكسمبورغ                                                     |
| --------------------------------------------------------- | ---------------------------------------------------------- | ------------------------------------------------------------- |
| المساحة (كم2)                                             | 25.71 ألف                                                  | 2.59 ألف                                                      |
| عدد السكان (نسمة)                                         | 2.08 مليون                                                 | 599.45 ألف                                                    |
| الكثافة السكانية (ن./كم²)                                 | 80.9                                                       | 231.45                                                        |
| العاصمة                                                   | إسكوبية                                                    | لوكسمبورغ                                                     |
| اللغة الرسمية                                             | اللغة المقدونية، اللغة الألبانية                           | اللغة اللوكسمبورغية، لغة فرنسية، اللغة الألمانية              |
| العملة                                                    | دينار مقدوني                                               | يورو، فرنك لوكسمبورغ                                          |
| الناتج المحلي الإجمالي (بليون دولار)                      | 11.34 مليار                                                | 62.40 مليار                                                   |
| الناتج المحلي الإجمالي (تعادل القوة الشرائية) بليون دولار | 29.26 مليار                                                | 58.13 مليار                                                   |
| الناتج المحلي الإجمالي الاسمي للفرد دولار أمريكي          | 4.85 ألف                                                   | 101.45 ألف                                                    |
| الناتج المحلي الإجمالي للفرد دولار أمريكي                 | 16.25 ألف                                                  | 101.93 ألف                                                    |
| مؤشر التنمية البشرية                                      | 0.747                                                      | 0.892                                                         |
| رمز المكالمات الدولي                                      | +389                                                       | +352                                                          |
| رمز الإنترنت                                              | .mk                                                        | .lu                                                           |
| المنطقة الزمنية                                           | توقيت وسط أوروبا، ت ع م+01:00، ت ع م+02:00، أوروبا/سكوبيه ‏ | توقيت وسط أوروبا، ت ع م+01:00، ت ع م+02:00، أوروبا/لوكسمبورج ‏ |

## منظمات دولية مشتركة
يشترك البلدان في عضوية مجموعة من المنظمات الدولية، منها:
| علم المنظمة | اسم المنظمة                               | تاريخ انضمام شمال مقدونيا | تاريخ انضمام لوكسمبورغ |
| ----------- | ----------------------------------------- | ------------------------- | ---------------------- |
|             | مؤسسة التنمية الدولية                     | 25 فبراير 1993            | 4 يونيو 1964           |
|             | يونسكو                                    | 28 يونيو 1993             | 27 أكتوبر 1947         |
|             | وكالة ضمان الاستثمار متعدد الأطراف        | 19 مارس 1993              | 29 أغسطس 1991          |
|             | مجلس أوروبا                               | ?                         | ?                      |
|             | الأمم المتحدة                             | 8 أبريل 1993              | 24 أكتوبر 1945         |
|             | الاتحاد البريدي العالمي                   | ?                         | ?                      |
|             | البنك الدولي للإنشاء والتعمير             | 25 فبراير 1993            | 27 ديسمبر 1945         |
|             | الاتحاد الدولي للاتصالات                  | 4 مايو 1993               | 2 مارس 1866            |
|             | منظمة حظر الأسلحة الكيميائية              | ?                         | ?                      |
|             | مؤسسة التمويل الدولية                     | 25 فبراير 1993            | 4 أكتوبر 1956          |
|             | المنظمة الأوروبية لسلامة الملاحة الجوية   | 1998                      | 1960                   |
|             | المركز الدولي لتسوية المنازعات الاستشارية | 26 نوفمبر 1998            | 29 أغسطس 1970          |
|             | منظمة التجارة العالمية                    | ?                         | ?                      |
|             | منظمة الشرطة الجنائية الدولية             | ?                         | ?                      |
|             | منظمة الأمن والتعاون في أوروبا            | 12 أكتوبر 1995            | 25 يونيو 1973          |

## وصلات خارجية
- موقع وزارة الخارجية اللوكسمبورغية